# Cukorfalat
A Cukorfalat (eredeti cím: Hard Candy) 2006-ban bemutatott amerikai pszichológiai thriller. A filmben a Haley-t játszó Ellen Page piros kapucnis pulóvert hord, ezért többen is a Piroska és a farkas című mesével azonosították, ám a DVD Making Hard Candy című extrájában a szerzők elárulják, hogy ez csupán véletlen volt, és csak később jöttek rá az utalásra, amit aztán felhasználtak a film népszerűsítésekor.[forrás?]

## Történet
Jeff Kohlver 32 éves fotós és a 14 éves Hayley egy internetes csevegőszobában ismerkednek össze, majd találkoznak a férfi lakásán, ahol a falat fiatal lányokról készült fotók borítják. A férfi megpróbálja leitatni a lányt, de nem sikerül elkábítania.
Ezután fordul a kocka, Hayley megkötözi és kegyetlen módszerekkel kínozza a férfit, mert szerinte  pedofil és ezért lakolnia kell.

## Szereplők
| Szerep                 | Színész        | Magyar hang    |
| ---------------------- | -------------- | -------------- |
| Hayley Stark           | Ellen Page     | Molnár Ilona   |
| Jeff Kohlver           | Patrick Wilson | Dolmány Attila |
| Judy Tokuda            | Sandra Oh      | Kerekes Andrea |
| Janelle Rogers         | Odessa Rae     |                |
| Pultos a Nighthawksban | Gilbert John   |                |